# Frikativní souhláska
Frikativa (česky třená souhláska, také konstriktiva, spiranta) je v artikulační fonetice jeden ze základních typů souhlásek, jejichž zvuk vzniká vytvořením úžiny (konstrikce) těsným přiblížením dvou orgánů mluvidel (artikulátorů). Úžina stojí v cestě proudu vzduchu a je příčinou vzniku výrazného šumu.
Frikativy tvoří největší skupinu souhlásek, protože již malá změna v postavení artikulátorů vede ke slyšitelným rozdílům.
Podskupinou frikativ jsou sykavky a polosykavky (např. s, š, ž).